# Alexandre Alves da Silva
Alexandre Alves da Silva (Paraná, Brasil, 6 de marzo de 1981) es un futbolista brasileño. Juega de centrocampista y juega para Lobos BUAP de Ascenso Mx.

## Trayectoria
Alex Alves era un centrocampista brasileño de gran potencia. Su especialidad eran los tiros de falta directa. Salió de Brasil tras ganar la copa en el Santos de Robinho y fichó por el equipo ruso del KAMAZ, tras su paso por el FC Saturn llegó a España en el mercado de enero al club gallego del Pontevedra CF, donde acabó la temporada como titular. Fichó por el Lorca Deportiva CF recién ascendido a Segunda División y fue titular toda la primera vuelta, hasta que un bajón en su juego le hizo perder el puesto ante Juan Carlos Ramos. La siguiente temporada también comenzó siendo titular pero una gravísima lesión de rodilla le obligó a dejar su ficha federativa a otro centrocampista. Al finalizar la temporada el Lorca Deportiva descendió a Segunda División B y al no tener pasaporte comunitario se le tuvo que dar la baja. Fichó por el FC Vaduz de Liechtenstein. Al finalizar la temporada obtiene la carta de libertad, vuelve a Lorca y permanece unas semanas entrenando con el Ciudad de Lorca CF, que finalmente lo incorpora a su disciplina. Terminada la temporada el Ciudad de Lorca desciende a Preferente y Alves queda libre.
Tras un breve paso por el CP Villarrobledo ficha por el Lorca Atlético CF.
Un año después, probo una nueva aventura por América, ahora siendo México donde jugaría, su destino Jaguares de Chiapas. Tuvo unos destacados torneos metiendo en cada uno 10, 7 y 13 goles en tres torneos respectivamente. 
A principios de 2012 emigró a los Lobos de la BUAP de la Liga de Ascenso de México.

## Clubes
| Club                | País          | año       |
| ------------------- | ------------- | --------- |
| Guaraní FC          | Brasil        | 1999-2001 |
| Santos FC           | Brasil        | 2001-2003 |
| KAMAZ               | Rusia         | 2003-2004 |
| FC Saturn           | Rusia         | 2004-2005 |
| Pontevedra CF       | España        | 2005      |
| Lorca Deportiva CF  | España        | 2005-2007 |
| FC Vaduz            | Liechtenstein | 2007-2008 |
| Ciudad de Lorca CF  | España        | 2008-2009 |
| CP Villarrobledo    | España        | 2009-2010 |
| Lorca Atlético CF   | España        | 2010      |
| Jaguares de Chiapas | México        | 2011-2012 |
| Lobos de la BUAP    | México        | 2012      |